# Charaxes melas
Charaxes melas är en fjärilsart som beskrevs av Van Someren 1963. Charaxes melas ingår i släktet Charaxes och familjen praktfjärilar. Inga underarter finns listade i Catalogue of Life.